# GN-Giovanelli
Giovanelli war ein französischer Hersteller von Automobilen.

## Unternehmensgeschichte
Das Unternehmen aus Paris übernahm 1921 von Salmson die Lizenz zur Produktion der englischen G.N.-Fahrzeuge. Der Markenname lautete GN-Giovanelli. 1923 endete die Produktion.

## Fahrzeuge
Bei den Fahrzeugen handelte es sich um kleine Sportwagen. Für den Antrieb sorgte ein zugekaufter Vierzylindermotor von Nova. Der Motor verfügte über 950 cm³ Hubraum sowie über zwei obenliegende Nockenwellen.